# Axel Klein (Musikwissenschaftler)
Axel Klein (* 22. August 1962 in Münster) ist ein deutscher Musikwissenschaftler und Sachbuchautor. Er beschäftigt sich primär mit der Geschichte der klassischen Musik in Irland sowie mit den musikalischen Beziehungen zwischen Irland und anderen Ländern, insbesondere Frankreich, Großbritannien und die USA.

## Leben
Axel Klein wurde 1962 im westfälischen Münster geboren. Sein Studium der Musik und Musikwissenschaften an der Universität Hildesheim von 1984 bis 1990 schloss er als Diplom-Kulturpädagoge ab. Bei einem Studienaufenthalt am Trinity College Dublin von 1987 bis 1988 wurde sein Interesse an irischer Musik geweckt. Der irische Komponist Aloys Fleischmann bestärkte ihn darin, die irische Musik aus der Außenperspektive zu untersuchen. 1995 schrieb Klein seine Doktorarbeit über die Musik Irlands im 20. Jahrhundert bei Werner Keil in Hildesheim. Diese Arbeit war die erste umfassende Studie zur irischen Musik des 20. Jahrhunderts.
Später verfasste Klein weitere Bücher zu ähnlichen Themen und schrieb zahlreiche Artikel für Bücher und Fachzeitschriften. Dabei erweiterte sich sein Fokus auf das späte 18. und das 19. Jahrhundert sowie seit etwa 2011 um französisch-irische Musikbeziehungen, die u. a. in zwei Buchpublikationen mündeten: eines über vier Generationen der irischen Musikerfamilie O’Kelly in Frankreich (Norderstedt, 2014), das andere über den irisch-amerikanischen, in Paris ansässigen Komponisten Swan Hennessy (Mainz, 2019).
Klein war von 1994 bis 2008 Fachbeirat für Irland bei der Erstellung der Musikenzyklopädie Die Musik in Geschichte und Gegenwart. Weiterhin leistete er Beiträge zum New Grove Dictionary of Music and Musicians (London, 2001), dem Dictionary of Irish Biography (Cambridge, 2009) und der Encyclopaedia of Music in Ireland (Dublin, 2013). Seit dem Jahr 2015 ist Klein Research Associate der Research Foundation for Music in Ireland (RFMI). Im gleichen Jahr wurde er Korrespondierendes Mitglied (Ehrenmitglied aus dem Ausland) der Society for Musicology in Ireland (SMI). Im Mai 2022 erhielt er für seinen Beitrag zur Musik und seine Forschungen zur irischen Musikgeschichte die Ehrendoktorwürde der National University of Ireland.
Hauptberuflich ist Klein als Redakteur bei einem Unternehmen für Nachhaltigkeitsberatung tätig. Er lebt seit 2011 in Frankfurt am Main.

## Schriften (Auswahl)

### Monographien
- Die Musik Irlands im 20. Jahrhundert (Hildesheim, New York: Georg Olms Verlag, 1996), ISBN 978-3-487-10196-5.
- Irish Classical Recordings. A Discography of Irish Art Music (Westport, Connecticut: Greenwood Press, 2001), ISBN 978-0-313-31742-2.
- O’Kelly. An Irish Musical Family in Nineteenth-Century France (Norderstedt: BoD, 2014), ISBN 978-3-7357-2310-9.
- Bird of Time. The Music of Swan Hennessy (Mainz: Schott Music, 2019), ISBN 978-3-95983-593-0.

### Herausgeberschaften
- mit Gareth Cox: Irish Music in the Twentieth Century (Dublin: Four Courts Press, 2003), ISBN 978-1-85182-647-6.
- mit Gareth Cox und Michael Taylor: The Life and Music of Brian Boydell (Dublin: Irish Academic Press, 2004), ISBN 978-0-7165-2762-6.

### Artikel in Büchern und Fachzeitschriften
- „‚... bei Corelli war er wie verzaubert‘. Der irische Harfenist und Komponist Turlough Carolan (1670–1738)“, in: Concerto 7 (1990), April, S. 13–17.
- „‚... bis auf den heutigen Tag unfähig?‘. Gitarrenmusik aus Irland“, in: Gitarre & Laute 12 (1990), Mai–Juni, S. 55–65.
- „‚Genau zwei Takte besser ...‘. Zum 50. Todestag des irischen Dirigenten und Komponisten Hamilton Harty (1879–1941)“, in: Das Orchester 34:4 (1991), S. 408–413.
- „Kein Land am Rand? Dublin 1991: Die Musikszene der Europäischen Kulturhauptstadt“, in: Neue Zeitschrift für Musik 152:4 (1991), S. 5–9.
- „Irische Nachfolger der Bettleroper, oder Eine kritische Geschichte des ‚größten Gelächters‘ der Britischen Inseln“, in: Concerto 8 (1991), Mai, S. 13–18.
- „Ulysses als Tenore. James Joyce, der Dichter und seine Sängerkarriere“, in: Musik & Theater 11:6 (1991), S. 30–31.
- „Die English Guitar. Vom Hofinstrument zum Klimperkasten“, in: Das Musikinstrument 40 (1991), Juli, S. 13–16.
- „Großbritannien/Irland: Länder ohne Musik?“, in: Neue Zeitschrift für Musik 152:10 (1991), S. 11–16.
- „New Guitar Music from Ireland. A Survey“, in: Classical Guitar 10 (1992), Teil 1: April, S. 20–22; Teil 2: Mai, S. 39–42.
- „Fließende Grenzen. Die irische Musikszene“, in: Neue Zeitschrift für Musik 154 (1993), Mai/Juni, S. 22–24.
- „‚Aber was ist heute schon noch abenteuerlich?‘. Ein Portrait des irischen Komponisten Seóirse Bodley“, in: MusikTexte 12 (1994), Januar, S. 21–25.
- „Riverdance: Die Musik“, in: irland journal 6:4 (1995), Dezember, S. 16–17.
- „Musik ohne Publikum. Die zwanziger Jahre in Irland“, in: Werner Keil (Hrsg.): Musik der zwanziger Jahre (= Hildesheimer musikwissenschaftliche Arbeiten, Bd. 3) (Hildesheim: Georg Olms Verlag, 1996), S. 166–185.
- „Irish Composers and Foreign Education. A Study of Influences“, in: Patrick F. Devine & Harry White (Hrsg.): The Maynooth International Musicological Conference 1995: Selected Proceedings Part One (= Irish Musical Studies Bd. 4) (Dublin: Four Courts Press, 1996), S. 271–284.
- „An ‚old eminence among musical nations‘. Nationalism and the Case for a Musical History in Ireland“, in: Tomi Mäkelä (Hrsg.): Music and Nationalism in 20th-century Great Britain and Finland (Hamburg: von Bockel Verlag, 1997), S. 233–243.
- „The Composer in the Academy (2) 1940–1990“, in: Richard Pine & Charles Acton (ed.): To Talent Alone. The Royal Irish Academy of Music 1848–1998 (Dublin: Gill & Macmillan, 1998), S. 419–428.
- „Aloys Fleischmann – an Inspiration“, in: Ruth Fleischmann (Hrsg.), Aloys Fleischmann 1910–1992. A Life for Music in Ireland Remembered by his Contemporaries (Cork: Mercier Press, 2000), S. 309–313.
- „Roots and Directions in Twentieth-Century Irish Art Music“ & „A Twentieth-Century Irish Music Bibliography“, in: Gareth Cox & Axel Klein (Hrsg.), Irish Music in the Twentieth Century (= Irish Musical Studies Bd. 7) (Dublin: Four Courts Press, 2003), S. 168–182 & 183–204.
- „‚The distant music mournfully murmereth‘. The Influence of James Joyce on Irish Composers“, in: Ars Lyrica 14 (2004), S. 71–94.
- „Mirror Imaginations. Cultural Reflections between Irish and German Music, 1930–1970“, in: Christa Brüstle & Guido Heldt (Hrsg.): Music as a Bridge. Musical Relationships between Britain and Germany, 1920–1950 (Hildesheim: Georg Olms Verlag, 2005), S. 205–224.
- „Redefining ‚Irish Music‘ in America. Making the Case for Irish Classical Music“, in: Journal of Music in Ireland 5:1 (2005), Jan./Feb., S. 4–6.
- „Stage Irish, or The National in Irish Opera 1780–1925“, in: Opera Quarterly 21:1 (2005), Winter, S. 27–67.
- „Celtic Legends in Irish Opera 1900–1930“, in: Proceedings of the Harvard Celtic Colloquium xxiv (2004) (Cambridge, Mass.: Department of Celtic Languages and Literatures, Harvard University, 2009), S. 40–53.
- „Qualité d’Irlandais: The O’Kelly Family in Nineteenth-Century French Musical Life“, in: Eamon Maher & Catherine Maignant (Hrsg.): Franco-Irish Connections in Space and Time. Peregrinations and Ruminations (Bern etc.: Peter Lang, 2012), S. 133–154.
- „Joseph O’Kelly (1828-1885) and the ‚Slings and Arrows of Fortune‘“, in: Études Irlandaises 39:1 (2014), S. 23–39.
- „Selbstfindung durch Musik. Der irische Komponist Raymond Deane“, in: Neue Zeitschrift für Musik 176:4 (Juli 2015), S. 48–50.
- „Gilbert Bécaud’s L’Opéra d'Aran (1962). A Rapprochement“, in: Una Hunt & Mary Pierse (Hrsg.), France and Ireland. Notes and Narratives (Bern etc.: Peter Lang, 2015), S. 79–90.
- „No State for Music“, in: Michael Dervan (Hrsg.): The Invisible Art. A Century of Music in Ireland, 1916–2016 (Dublin: New Island Books, 2016), S. 46–68.
- (mit Jennifer Ward, RISM) „An Evening of Irish Music: The Emerald Isle Comes to Germany“, in: Fontes Artis Musicae 63:4 (Okt.–Dez. 2016), S. 277–284.
- „‚All her lovely companions are faded and gone‘. How ‚The Last Rose of Summer‘ Became Europe’s Favourite Irish Melody“ & Appendix 1: „Utilisations of ‚The Last Rose of Summer‘, respectively ‚The Groves of Blarney‘, by European Composers in the Nineteenth Century, in Chronological Order“, in: Brian Caraher & Sarah McCleave (Hrsg.), Thomas Moore and Romantic Inspiration (London: Routledge, 2018), S. 128–145 & 231–253.
- „‚No, Sir; the Irish are not musical‘: Some Historic (?) Debates on Irish Musicality“, in: Lorraine Byrne Bodley (Hrsg.): Music Preferred. Essays in Musicology, Cultural History and Analysis in Honour of Harry White (Wien: Hollitzer, 2018), S. 167–182.
- „An Irish-American in Paris: Swan Hennessy (1866–1929)“, in: Journal of the Society for Musicology in Ireland 13 (2017–18), S. 47–78.
- „Music for MacSwiney“, in: History Ireland 26:5 (Sep.–Okt. 2020), S. 32–34.
- „Balfe’s Anniversary: No Role for Irish Sentiment?“, in: Sound Post 18:3 (autumn 2020), S. 5–6.
- „‚L’indépendence n’est pas le meilleur chemin vers la gloire‘. Une rétrospective de Swan Hennessy“, in: Euterpe Nr. 36 (April 2021), S. 8–16.
- „Musical Inscapes: An Appreciation of Brian Boydell’s Orchestral Music“, in: Barbara Dignam & Barra Boydell (Hrsg.): Creative Impulses, Cultural Accents. Brian Boydell’s Music, Advocacy, Painting and Legacy (Dublin: UCD Press, 2021), S. 24–57.
- „Swan Hennessy: Eine Suche nach der verlorenen Zeit“, in: Piano News 26:1 (Jan.–Feb. 2022), S. 24–28.